# سیارک ۱۸۵۲۰
سیارک ۱۸۵۲۰ (به انگلیسی: 18520 Wolfratshausen، نامگذاری:1996VK4)۱۸۵۲۰مین سیارک کشف شده‌است که در ۰۶ نوامبر ۱۹۹۶ کشف شد.